# Liste der Auszeichnungen der Fernsehserie 24
Dieser Artikel listet die Prämierungen und Nominierungen der wichtigsten Preiswettbewerbe auf, die die US-amerikanische Fernsehserie 24 inklusive des Fernsehfilms 24: Redemption und der Miniserie 24: Live Another Day erhalten hat.

## Primetime Emmy Awards
| Jahr | Für Staffel / Film / Episode        | Preisträger       | Kategorie                                                                                         | Resultat  |
| ---- | ----------------------------------- | ----------------- | ------------------------------------------------------------------------------------------------- | --------- |
| 2002 | Staffel 1                           |                   | Beste Dramaserie                                                                                  | Nominiert |
| 2002 | Tag 1: 23:00 – 0:00 Uhr             |                   | Beste Ein-Kamera-Tonmischung für eine Serie                                                       | Nominiert |
| 2002 | Tag 1: 0:00 – 1:00 Uhr              |                   | Beste künstlerische Leitung für eine Ein-Kamera-Serie                                             | Nominiert |
| 2002 | Tag 1: 7:00 – 8:00 Uhr              | Sean Callery      | Beste Musikkomposition für eine Serie (dramatischer Underscore)                                   | Nominiert |
| 2002 | Tag 1: 0:00 – 1:00 Uhr              | Stephen Hopkins   | Beste Regie für eine Dramaserie                                                                   | Nominiert |
| 2002 | Tag 1: 0:00 – 1:00 Uhr              | David B. Thompson | Bester Ein-Kamera-Bildschnitt für eine Serie                                                      | Nominiert |
| 2002 | Tag 1: 7:00 – 8:00 Uhr              | Chris Willingham  | Bester Ein-Kamera-Bildschnitt für eine Serie                                                      | Gewonnen  |
| 2002 | Staffel 1                           | Kiefer Sutherland | Bester Hauptdarsteller in einer Dramaserie                                                        | Nominiert |
| 2002 | Staffel 1                           |                   | Bestes Casting für eine Dramaserie                                                                | Nominiert |
| 2002 | Tag 1: 0:00 – 1:00 Uhr              |                   | Bestes Drehbuch für eine Dramaserie                                                               | Gewonnen  |
| 2003 | Staffel 2                           |                   | Beste Dramaserie                                                                                  | Nominiert |
| 2003 | Tag 2: 22:00 – 23:00 Uhr            |                   | Beste Ein-Kamera-Tonmischung für eine Serie                                                       | Nominiert |
| 2003 | Tag 2: 22:00 – 23:00 Uhr            | Sean Callery      | Beste Musikkomposition für eine Serie (dramatischer Underscore)                                   | Gewonnen  |
| 2003 | Tag 2: 22:00 – 23:00 Uhr            | Ian Toynton       | Beste Regie für eine Dramaserie                                                                   | Nominiert |
| 2003 | Tag 2: 10:00 – 11:00 Uhr            | Eddy Donno        | Beste Stunt-Koordination                                                                          | Nominiert |
| 2003 | Tag 2: 5:00 – 6:00 Uhr              | Chris Willingham  | Bester Ein-Kamera-Bildschnitt für eine Dramaserie                                                 | Gewonnen  |
| 2003 | Tag 2: 8:00 – 9:00 Uhr              |                   | Bester Ein-Kamera-Bildschnitt für eine Dramaserie                                                 | Nominiert |
| 2003 | Staffel 2                           | Kiefer Sutherland | Bester Hauptdarsteller in einer Dramaserie                                                        | Nominiert |
| 2003 | Tag 2: 22:00 – 23:00 Uhr            |                   | Bester Tonschnitt für eine Serie                                                                  | Nominiert |
| 2003 | Staffel 2                           |                   | Bestes Casting für eine Dramaserie                                                                | Nominiert |
| 2004 | Staffel 3                           |                   | Beste Dramaserie                                                                                  | Nominiert |
| 2004 | Tag 3: 17:00 – 18:00 Uhr            |                   | Beste Ein-Kamera-Tonmischung für eine Serie                                                       | Gewonnen  |
| 2004 | Tag 3: 6:00 – 7:00 Uhr              | Sean Callery      | Beste Musikkomposition für eine Serie (dramatischer Underscore)                                   | Nominiert |
| 2004 | Tag 3: 10:00 – 11:00 Uhr            | Greg Barnett      | Beste Stunt-Koordination                                                                          | Gewonnen  |
| 2004 | Tag 3: 10:00 – 11:00 Uhr            | Chris Willingham  | Bester Ein-Kamera-Bildschnitt für eine Dramaserie                                                 | Gewonnen  |
| 2004 | Staffel 3                           | Kiefer Sutherland | Bester Hauptdarsteller in einer Dramaserie                                                        | Nominiert |
| 2004 | Tag 3: 0:00 – 1:00 Uhr              |                   | Bester Tonschnitt für eine Serie                                                                  | Nominiert |
| 2004 | Staffel 3                           |                   | Bestes Casting für eine Dramaserie                                                                | Gewonnen  |
| 2005 | Staffel 4                           |                   | Beste Dramaserie                                                                                  | Nominiert |
| 2005 | Tag 4: 6:00 – 7:00 Uhr              |                   | Beste Ein-Kamera-Tonmischung für eine Serie                                                       | Gewonnen  |
| 2005 | Tag 4: 5:00 – 6:00 Uhr              | Rodney Charters   | Beste Kamera für eine Ein-Kamera-Serie                                                            | Nominiert |
| 2005 | Tag 4: 2:00 – 3:00 Uhr              | Sean Callery      | Beste Musikkomposition für eine Serie (dramatischer Underscore)                                   | Nominiert |
| 2005 | Tag 4: 12:00 – 13:00 Uhr            | Matt Taylor       | Beste Stunt-Koordination                                                                          | Gewonnen  |
| 2005 | Tag 4: 19:00 – 20:00 Uhr            | Chris Willingham  | Bester Ein-Kamera-Bildschnitt für eine Dramaserie                                                 | Nominiert |
| 2005 | Tag 4: 6:00 – 7:00 Uhr              | Scott Powell      | Bester Ein-Kamera-Bildschnitt für eine Dramaserie                                                 | Nominiert |
| 2005 | Tag 4: 7:00 – 8:00 Uhr              | David Latham      | Bester Ein-Kamera-Bildschnitt für eine Dramaserie                                                 | Nominiert |
| 2005 | Staffel 4                           | Kiefer Sutherland | Bester Hauptdarsteller in einer Dramaserie                                                        | Nominiert |
| 2005 | Tag 4: 12:00 – 13:00 Uhr            |                   | Bester Tonschnitt für eine Serie                                                                  | Gewonnen  |
| 2005 | Staffel 4                           |                   | Bestes Casting für eine Dramaserie                                                                | Nominiert |
| 2006 | Staffel 5                           |                   | Beste Dramaserie                                                                                  | Gewonnen  |
| 2006 | Tag 5: 7:00 – 8:00 Uhr              |                   | Beste Ein-Kamera-Tonmischung für eine Serie                                                       | Nominiert |
| 2006 | Tag 5: 21:00 – 22:00 Uhr            | Rodney Charters   | Beste Kamera für eine Ein-Kamera-Serie                                                            | Nominiert |
| 2006 | Tag 5: 6:00 – 7:00 Uhr              | Sean Callery      | Beste Musikkomposition für eine Serie (originale Filmmusik)                                       | Gewonnen  |
| 2006 | Staffel 5                           | Jean Smart        | Beste Nebendarstellerin in einer Dramaserie                                                       | Nominiert |
| 2006 | Tag 5: 7:00 – 8:00 Uhr              | Jon Cassar        | Beste Regie für eine Dramaserie                                                                   | Gewonnen  |
| 2006 | Tag 5: 21:00 – 22:00 Uhr            | Jeff Cadiente     | Beste Stunt-Koordination                                                                          | Nominiert |
| 2006 | Tag 5: 7:00 – 8:00 Uhr              | David Latham      | Bester Ein-Kamera-Bildschnitt für eine Dramaserie                                                 | Gewonnen  |
| 2006 | Tag 5: 9:00 – 10:00 Uhr             | Scott Powell      | Bester Ein-Kamera-Bildschnitt für eine Dramaserie                                                 | Nominiert |
| 2006 | Staffel 5                           | Kiefer Sutherland | Bester Hauptdarsteller in einer Dramaserie                                                        | Gewonnen  |
| 2006 | Staffel 5                           | Gregory Itzin     | Bester Nebendarsteller in einer Dramaserie                                                        | Nominiert |
| 2006 | Tag 5: 21:00 – 22:00 Uhr            |                   | Bester Tonschnitt für eine Serie                                                                  | Nominiert |
| 2007 | Staffel 6                           | Jean Smart        | Beste Gastdarstellerin in einer Dramaserie                                                        | Nominiert |
| 2007 | Tag 6: 18:00 – 19:00 Uhr            | Sean Callery      | Beste Musikkomposition für eine Serie (originale Filmmusik)                                       | Nominiert |
| 2007 | Tag 6: 14:00 – 15:00 Uhr            | Jeff Cadiente     | Beste Stunt-Koordination                                                                          | Nominiert |
| 2007 | Tag 6: 22:00 – 23:00 Uhr            |                   | Beste Tonmischung für eine einstündige Comedy- oder Dramaserie                                    | Nominiert |
| 2007 | Staffel 6                           | Kiefer Sutherland | Bester Hauptdarsteller in einer Dramaserie                                                        | Nominiert |
| 2007 | Tag 6: 22:00 – 23:00 Uhr            |                   | Bester Tonschnitt für eine Serie                                                                  | Gewonnen  |
| 2009 | Redemption                          | Sean P. Callery   | Beste Musikkomposition für eine Miniserie, einen Spielfilm oder ein Special (originale Filmmusik) | Nominiert |
| 2009 | Tag 7: 7:00 – 8:00 Uhr              | Sean P. Callery   | Beste Musikkomposition für eine Serie (originale Filmmusik)                                       | Nominiert |
| 2009 | Staffel 7                           | Cherry Jones      | Beste Nebendarstellerin in einer Dramaserie                                                       | Gewonnen  |
| 2009 | Tag 7: 17:00 – 18:00 Uhr            | Jeff Cadiente     | Beste Stunt-Koordination                                                                          | Nominiert |
| 2009 | Tag 7: 22:00 – 23:00 Uhr            |                   | Beste Tonmischung für eine einstündige Comedy- oder Dramaserie                                    | Nominiert |
| 2009 | Redemption                          |                   | Beste Tonmischung für eine Miniserie oder einen Spielfilm                                         | Nominiert |
| 2009 | Tag 7: 7:00 – 8:00 Uhr              | Scott Powell      | Bester Ein-Kamera-Bildschnitt für eine Dramaserie                                                 | Nominiert |
| 2009 | Redemption                          | Scott Powell      | Bester Ein-Kamera-Bildschnitt für eine Miniserie oder einen Spielfilm                             | Nominiert |
| 2009 | Redemption                          | Kiefer Sutherland | Bester Hauptdarsteller in einer Miniserie oder einem Spielfilm                                    | Nominiert |
| 2009 | Redemption                          |                   | Bester Tonschnitt für eine Miniserie, einen Spielfilm oder ein Special                            | Nominiert |
| 2009 | Tag 7: 22:00 – 23:00 Uhr            |                   | Bester Tonschnitt für eine Serie                                                                  | Nominiert |
| 2010 | Tag 8: 15:00 – 16:00 Uhr            | Sean P. Callery   | Beste Musikkomposition für eine Serie (originale Filmmusik)                                       | Gewonnen  |
| 2010 | Tag 8: 18:00 – 19:00 Uhr            | Jeff Cadiente     | Beste Stunt-Koordination                                                                          | Nominiert |
| 2010 | Tag 8: 15:00 – 16:00 Uhr            |                   | Beste Tonmischung für eine einstündige Comedy- oder Dramaserie                                    | Nominiert |
| 2010 | Tag 8: 13:00 – 14:00 Uhr            | Gregory Itzin     | Bester Gastdarsteller in einer Dramaserie                                                         | Nominiert |
| 2010 | Tag 8: 4:00 – 5:00 Uhr              |                   | Bester Tonschnitt für eine Serie                                                                  | Gewonnen  |
| 2015 | Live Another Day: 22:00 – 11:00 Uhr |                   | Bester Ein-Kamera-Bildschnitt für eine Miniserie oder einen Spielfilm                             | Nominiert |
| 2015 | Live Another Day: 11:00 – 12:00 Uhr | Sean Callery      | Beste Musikkomposition für eine Miniserie, einen Spielfilm oder ein Special                       | Nominiert |
| 2015 | Live Another Day: 19:00 – 20:00 Uhr |                   | Bester Tonschnitt für eine Miniserie, einen Spielfilm oder ein Special                            | Nominiert |

## Weitere Auszeichnungen und Nominierungen
| Preis                                    | Jahr | Für Staffel / Film / Episode        | Preisträger                   | Kategorie | Resultat  |
| ---------------------------------------- | ---- | ----------------------------------- | ----------------------------- | --- | --------- |
| Camera Operator of the Year Award        | 2011 |                                     | Guy Skinner                   | Bester Kameraoperateur des Jahres                                                                             | Nominiert |
| AFI Award                                | 2004 |                                     |                               | Fernsehprogramm des Jahres                                                                                    | Gewonnen  |
| AFI Award                                | 2006 |                                     |                               | Fernsehprogramm des Jahres                                                                                    | Gewonnen  |
| AFI Award                                | 2007 |                                     |                               | Fernsehprogramm des Jahres                                                                                    | Gewonnen  |
| ALMA Awards                              | 2002 |                                     | David Barrera                 | Bester Nebendarsteller in einer Fernsehserie                                                                  | Nominiert |
| ALMA Awards                              | 2007 |                                     | Marisol Nichols               | Beste Nebendarstellerin – Fernsehserie, Miniserie oder Fernsehfilm                                            | Nominiert |
| ALMA Awards                              | 2008 |                                     | Marisol Nichols               | Beste Nebendarstellerin in einer Drama-Fernsehserie                                                           | Nominiert |
| ALMA Awards                              | 2009 |                                     | Carlos Bernard                | Schauspieler im Fernsehen – Drama                                                                             | Nominiert |
| Eddie Awards                             | 2002 | Tag 1: 4:00 – 5:00 Uhr              | Chris G. Willingham           | Am besten geschnittene einstündige Serie für das Fernsehen                                                    | Nominiert |
| Eddie Awards                             | 2003 | Tag 2: 14:00 – 15:00 Uhr            | Chris G. Willingham           | Am besten geschnittene einstündige Serie für das Fernsehen                                                    | Nominiert |
| Eddie Awards                             | 2004 | Tag 3: 22:00 – 23:00 Uhr            | Scott Powell                  | Am besten geschnittene einstündige Serie für das Fernsehen                                                    | Gewonnen  |
| Eddie Awards                             | 2006 | Tag 5: 22:00 – 23:00 Uhr            | Chris G. Willingham           | Am besten geschnittene einstündige Serie für das Privatfernsehen                                              | Nominiert |
| Eddie Awards                             | 2007 | Tag 6: 19:00 – 20:00 Uhr            | Leon Ortiz-Gil                | Am besten geschnittene einstündige Serie für das Privatfernsehen                                              | Nominiert |
| Eddie Awards                             | 2009 | Redemption                          | Scott Powell                  | Am besten geschnittener Spielfilm für das Privatfernsehen                                                     | Gewonnen  |
| Eddie Awards                             | 2010 | Tag 7: 20:00 – 21:00 Uhr            | Leon Ortiz-Gil                | Am besten geschnittene einstündige Serie für das Privatfernsehen                                              | Nominiert |
| Eddie Awards                             | 2015 | Live Another Day: 22:00 – 11:00 Uhr | Scott Powell                  | Am besten geschnittene einstündige Serie für das Privatfernsehen                                              | Nominiert |
| ASC Award                                | 2002 | Tag 1: 0:00 – 1:00 Uhr              | Peter Levy                    | Beste Leistung bei Kameraführung in Spielfilmen der Woche / Pilotfilm (Network)                               | Nominiert |
| Excellence in Production Design Award    | 2002 | Tag 1: 0:00 – 1:00 Uhr              |                               | Ein-Kamera-Fernsehserie                                                                                       | Nominiert |
| Excellence in Production Design Award    | 2004 |                                     |                               | Ein-Kamera-Fernsehserie                                                                                       | Nominiert |
| Excellence in Production Design Award    | 2007 | Tag 6: 7:00 – 8:00 Uhr              |                               | Episode einer Ein-Kamera-Fernsehserie                                                                         | Nominiert |
| Excellence in Production Design Award    | 2011 | Tag 8: 16:00 – 17:00 Uhr            |                               | Episode einer einstündigen Ein-Kamera-Fernsehserie                                                            | Nominiert |
| ASCAP Award                              | 2003 |                                     | Sean Callery                  | Top-Fernsehserie                                                                                              | Gewonnen  |
| ASCAP Award                              | 2006 |                                     | Sean Callery                  | Top-Fernsehserie                                                                                              | Gewonnen  |
| Artios Awards                            | 2002 |                                     |                               | Beste Besetzung für das Fernsehen, Dramatisch / Episodisch                                                    | Nominiert |
| Artios Awards                            | 2002 |                                     |                               | Beste Besetzung für das Fernsehen, Dramatisch / Pilotfilm                                                     | Nominiert |
| Artios Awards                            | 2003 |                                     |                               | Beste Besetzung für das Fernsehen, Dramatisch / Episodisch                                                    | Nominiert |
| Artios Awards                            | 2004 |                                     |                               | Beste Besetzung für das Fernsehen, Dramatisch / Episodisch                                                    | Nominiert |
| Artios Awards                            | 2005 |                                     |                               | Beste Besetzung Dramatisch / Episodisch                                                                       | Nominiert |
| Artios Awards                            | 2006 |                                     |                               | Beste Besetzung Dramatisch / Episodisch                                                                       | Nominiert |
| Artios Awards                            | 2009 | Redemption                          | Debi Manwiller, Peggy Kennedy | Bestes Casting für einen Fernsehfilm                                                                          | Nominiert |
| C.A.S. Award                             | 2003 | Tag 1: 23:00 – 0:00 Uhr             |                               | Beste Tonmischung für eine Fernsehserie                                                                       | Nominiert |
| C.A.S. Award                             | 2004 | Tag 2: 17:00 – 18:00 Uhr            |                               | Beste Tonmischung für eine Fernsehserie                                                                       | Gewonnen  |
| C.A.S. Award                             | 2005 | Tag 3: 18:00 – 19:00 Uhr            |                               | Beste Tonmischung für eine Fernsehserie                                                                       | Nominiert |
| C.A.S. Award                             | 2006 | Tag 4: 18:00 – 19:00 Uhr            |                               | Beste Tonmischung für eine Fernsehserie                                                                       | Nominiert |
| C.A.S. Award                             | 2007 | Tag 5: 7:00 – 8:00 Uhr              |                               | Beste Tonmischung für eine Fernsehserie                                                                       | Nominiert |
| C.A.S. Award                             | 2008 | Tag 6: 22:00 – 23:00 Uhr            |                               | Beste Tonmischung für eine Fernsehserie                                                                       | Nominiert |
| C.A.S. Award                             | 2009 | Redemption                          |                               | Beste Tonmischung für eine Fernsehserie                                                                       | Gewonnen  |
| C.A.S. Award                             | 2010 | Tag 7: 22:00 – 23:00 Uhr            |                               | Beste Tonmischung für eine Fernsehserie                                                                       | Nominiert |
| Critics’ Choice Television Award         | 2015 | Live Another Day                    |                               | Beste Miniserie                                                                                               | Nominiert |
| Critics’ Choice Television Award         | 2015 | Live Another Day                    | Kiefer Sutherland             | Bester Hauptdarsteller in einem Fernsehfilm oder einer Miniserie                                              | Nominiert |
| Daytime Emmy Award                       | 2006 | 24: Conspiracy (Mobisode)           |                               | Bestes originales Programm für Computer, Mobiltelefone und andere Handgeräte                                  | Nominiert |
| Directors Guild of America Award         | 2002 | Tag 1: 0:00 – 1:00 Uhr              | Stephen Hopkins               | Beste Regie für dramatische Serie – Nacht                                                                     | Nominiert |
| Directors Guild of America Award         | 2004 | Tag 2: 7:00 – 8:00 Uhr              | Jon Cassar                    | Beste Regie für dramatische Serie – Nacht                                                                     | Nominiert |
| Directors Guild of America Award         | 2007 | Tag 5: 7:00 – 8:00 Uhr              |                               | Beste Regie für dramatische Serie – Nacht                                                                     | Gewonnen  |
| NAACP Image Award                        | 2003 |                                     |                               | Beste Dramaserie                                                                                              | Nominiert |
| NAACP Image Award                        | 2003 |                                     | Dennis Haysbert               | Bester Schauspieler in einer Dramaserie                                                                       | Nominiert |
| NAACP Image Award                        | 2004 |                                     |                               | Beste Dramaserie                                                                                              | Nominiert |
| NAACP Image Award                        | 2004 |                                     | Dennis Haysbert               | Bester Schauspieler in einer Dramaserie                                                                       | Nominiert |
| NAACP Image Award                        | 2006 |                                     | Aisha Tyler                   | Beste Nebendarstellerin in einer Dramaserie                                                                   | Nominiert |
| NAACP Image Award                        | 2006 |                                     | Dennis Haysbert               | Bester Nebendarsteller in einer Dramaserie                                                                    | Nominiert |
| NAACP Image Award                        | 2007 |                                     |                               | Beste Dramaserie                                                                                              | Nominiert |
| NAACP Image Award                        | 2009 | Redemption                          |                               | Bester Fernsehfilm, Miniserie oder dramatisches Spezial                                                       | Nominiert |
| Goldene Nymphe                           | 2003 |                                     | Kiefer Sutherland             | Bester Schauspieler – Dramaserie                                                                              | Gewonnen  |
| Goldene Nymphe                           | 2006 |                                     |                               | Bester internationaler Produzent                                                                              | Gewonnen  |
| Goldene Nymphe                           | 2006 |                                     | Kiefer Sutherland             | Bester Schauspieler – Dramaserie                                                                              | Gewonnen  |
| Goldene Nymphe                           | 2007 |                                     | Peter MacNicol                | Bester Schauspieler – Dramaserie                                                                              | Nominiert |
| Goldene Nymphe                           | 2007 |                                     | Carlo Rota                    | Bester Schauspieler – Dramaserie                                                                              | Nominiert |
| Goldene Nymphe                           | 2007 |                                     | Kiefer Sutherland             | Bester Schauspieler – Dramaserie                                                                              | Nominiert |
| Goldene Nymphe                           | 2007 |                                     | D.B. Woodside                 | Bester Schauspieler – Dramaserie                                                                              | Nominiert |
| Golden Globe Awards                      | 2002 |                                     | Kiefer Sutherland             | Beste Leistung eines Schauspielers in einer Fernsehserie (Drama)                                              | Gewonnen  |
| Golden Globe Awards                      | 2002 |                                     |                               | Beste Fernsehserie (Drama)                                                                                    | Nominiert |
| Golden Globe Awards                      | 2003 |                                     | Kiefer Sutherland             | Beste Leistung eines Schauspielers in einer Fernsehserie (Drama)                                              | Nominiert |
| Golden Globe Awards                      | 2003 |                                     |                               | Beste Fernsehserie (Drama)                                                                                    | Nominiert |
| Golden Globe Awards                      | 2003 |                                     | Dennis Haysbert               | Beste Leistung eines Schauspielers in einer Nebenrolle in einer Serie, einer Miniserie oder einem Fernsehfilm | Nominiert |
| Golden Globe Awards                      | 2004 |                                     | Kiefer Sutherland             | Beste Leistung eines Schauspielers in einer Fernsehserie (Drama)                                              | Nominiert |
| Golden Globe Awards                      | 2004 |                                     |                               | Beste Fernsehserie (Drama)                                                                                    | Gewonnen  |
| Golden Globe Awards                      | 2005 |                                     |                               | Beste Fernsehserie (Drama)                                                                                    | Nominiert |
| Golden Globe Awards                      | 2006 |                                     | Kiefer Sutherland             | Beste Leistung eines Schauspielers in einer Fernsehserie (Drama)                                              | Nominiert |
| Golden Globe Awards                      | 2007 |                                     | Kiefer Sutherland             | Beste Leistung eines Schauspielers in einer Fernsehserie (Drama)                                              | Nominiert |
| Golden Globe Awards                      | 2007 |                                     |                               | Beste Fernsehserie (Drama)                                                                                    | Nominiert |
| Golden Globe Awards                      | 2009 | Redemption                          | Kiefer Sutherland             | Beste Leistung eines Schauspielers in einer Miniserie oder einem Spielfilm für das Fernsehen                  | Nominiert |
| Golden Reel Award                        | 2002 | Tag 1: 0:00 – 1:00 Uhr              |                               | Bester Tonschnitt im episodischen Fernsehen – Dialog & ADR                                                    | Nominiert |
| Golden Reel Award                        | 2003 | Tag 2: 10:00 – 11:00 Uhr            |                               | Bester Tonschnitt im episodischen Fernsehen – Dialog & ADR                                                    | Nominiert |
| PGA Award                                | 2003 |                                     |                               | Bester Produzent von episodischem Fernsehen, Drama                                                            | Gewonnen  |
| PGA Award                                | 2004 |                                     |                               | Bester Produzent von episodischem Fernsehen, Drama                                                            | Nominiert |
| PGA Award                                | 2006 |                                     |                               | Bester Produzent von episodischem Fernsehen, Drama                                                            | Nominiert |
| PGA Award                                | 2007 |                                     |                               | Bester Produzent von episodischem Fernsehen, Drama                                                            | Nominiert |
| PGA Award                                | 2009 | Redemption                          |                               | Bester Produzent von Fernsehen in Langform                                                                    | Nominiert |
| Satellite Award                          | 2002 |                                     |                               | Beste Fernsehserie, Drama                                                                                     | Gewonnen  |
| Satellite Award                          | 2002 |                                     | Kiefer Sutherland             | Beste Leistung eines Schauspielers in einer Serie, Drama                                                      | Gewonnen  |
| Satellite Award                          | 2003 |                                     |                               | Beste Fernsehserie, Drama                                                                                     | Nominiert |
| Satellite Award                          | 2003 |                                     | Sarah Clarke                  | Beste Leistung einer Schauspielerin in einer Nebenrolle in einer Serie, Drama                                 | Gewonnen  |
| Satellite Award                          | 2003 |                                     | Dennis Haysbert               | Beste Leistung eines Schauspielers in einer Nebenrolle in einer Serie, Drama                                  | Nominiert |
| Satellite Award                          | 2003 |                                     | Kiefer Sutherland             | Beste Leistung eines Schauspielers in einer Serie, Drama                                                      | Gewonnen  |
| Satellite Award                          | 2004 |                                     |                               | Beste DVD-Veröffentlichung von Fernsehserien                                                                  | Nominiert |
| Satellite Award                          | 2005 |                                     |                               | Beste DVD-Veröffentlichung von Fernsehserien                                                                  | Nominiert |
| Satellite Award                          | 2005 |                                     |                               | Beste DVD-Veröffentlichung einer Fernsehserie                                                                 | Gewonnen  |
| Satellite Award                          | 2005 |                                     | Shohreh Aghdashloo            | Beste Schauspielerin in einer Nebenrolle in einer Serie, Miniserie oder einem Fernsehfilm                     | Nominiert |
| Satellite Award                          | 2006 |                                     |                               | Beste Fernsehserie, Drama                                                                                     | Nominiert |
| Satellite Award                          | 2006 |                                     | Jean Smart                    | Beste Schauspielerin in einer Nebenrolle in einer Serie, Miniserie oder einem Fernsehfilm                     | Nominiert |
| Satellite Award                          | 2008 | Redemption                          |                               | Bester Fernseh-Spielfilm                                                                                      | Nominiert |
| Satellite Award                          | 2009 |                                     | Cherry Jones                  | Beste Schauspielerin in einer Nebenrolle in einer Serie, Miniserie oder einem Fernsehfilm                     | Nominiert |
| Satellite Award                          | 2014 | Live Another Day                    | Kiefer Sutherland             | Bester Schauspieler in einer Miniserie oder einem Fernsehfilm                                                 | Nominiert |
| Satellite Award                          | 2014 | Live Another Day                    |                               | Beste Fernseh-Miniserie                                                                                       | Nominiert |
| Cinescape Genre Face of the Future Award | 2003 |                                     | Sarah Wynter                  | Weiblich | Nominiert |
| Cinescape Genre Face of the Future Award | 2004 |                                     | James Badge Dale              | Männlich | Nominiert |
| Cinescape Genre Face of the Future Award | 2004 |                                     | Reiko Aylesworth              | Weiblich | Nominiert |
| Saturn Award                             | 2007 |                                     |                               | Beste Network-Fernsehserie                                                                                    | Nominiert |
| Saturn Award                             | 2007 |                                     | Kiefer Sutherland             | Bester Schauspieler in einem Fernsehprogramm                                                                  | Nominiert |
| Saturn Award                             | 2009 | Redemption                          |                               | Beste Fernsehpräsentation                                                                                     | Nominiert |
| Screen Actors Guild Award                | 2003 |                                     |                               | Bestes Schauspielensemble in einer Dramaserie                                                                 | Nominiert |
| Screen Actors Guild Award                | 2003 |                                     | Kiefer Sutherland             | Bester Darsteller in einer Dramaserie                                                                         | Nominiert |
| Screen Actors Guild Award                | 2004 |                                     | Kiefer Sutherland             | Bester Darsteller in einer Dramaserie                                                                         | Gewonnen  |
| Screen Actors Guild Award                | 2005 |                                     |                               | Bestes Schauspielensemble in einer Dramaserie                                                                 | Nominiert |
| Screen Actors Guild Award                | 2005 |                                     | Kiefer Sutherland             | Bester Darsteller in einer Dramaserie                                                                         | Nominiert |
| Screen Actors Guild Award                | 2006 |                                     | Kiefer Sutherland             | Bester Darsteller in einer Dramaserie                                                                         | Gewonnen  |
| Screen Actors Guild Award                | 2007 |                                     |                               | Bestes Schauspielensemble in einer Dramaserie                                                                 | Nominiert |
| Screen Actors Guild Award                | 2007 |                                     | Kiefer Sutherland             | Bester Darsteller in einer Dramaserie                                                                         | Nominiert |
| Screen Actors Guild Award                | 2008 |                                     |                               | Bestes Stuntensemble in einer Fernsehserie                                                                    | Gewonnen  |
| Screen Actors Guild Award                | 2009 | Redemption                          | Kiefer Sutherland             | Bester Darsteller in einem Fernsehfilm oder Miniserie                                                         | Nominiert |
| Screen Actors Guild Award                | 2010 |                                     |                               | Bestes Stuntensemble in einer Fernsehserie                                                                    | Gewonnen  |
| Screen Actors Guild Award                | 2015 | Live Another Day                    |                               | Bestes Stuntensemble in einer Fernsehserie                                                                    | Nominiert |
| Teen Choice Award                        | 2002 |                                     |                               | TV - Choice Breakout Show                                                                                     | Nominiert |
| Teen Choice Award                        | 2003 |                                     |                               | Choice TV - Drama/Action Adventure                                                                            | Nominiert |
| Teen Choice Award                        | 2003 |                                     | Kiefer Sutherland             | Choice TV Actor - Drama/Action Adventure                                                                      | Nominiert |
| Teen Choice Award                        | 2003 |                                     | Elisha Cuthbert               | Choice TV Breakout Star - Female                                                                              | Nominiert |
| Teen Choice Award                        | 2004 |                                     | James Badge Dale              | Choice TV Sidekick                                                                                            | Nominiert |
| Teen Choice Award                        | 2005 |                                     |                               | Choice V-Cast                                                                                                 | Nominiert |
| Teen Choice Award                        | 2006 |                                     | Kiefer Sutherland             | TV - Choice Actor                                                                                             | Nominiert |
| Teen Choice Award                        | 2006 |                                     | Kiefer Sutherland             | TV - Choice Actor: Drama/Action Adventure                                                                     | Nominiert |
| Teen Choice Award                        | 2009 |                                     |                               | Choice TV Show: Action Adventure                                                                              | Nominiert |
| Teen Choice Award                        | 2010 |                                     | Kiefer Sutherland             | Choice TV Actor: Action                                                                                       | Nominiert |
| Teen Choice Award                        | 2010 |                                     | Mary Lynn Rajskub             | Choice TV Actress: Action                                                                                     | Nominiert |
| Teen Choice Award                        | 2010 |                                     | Katee Sackhoff                | Choice TV Actress: Action                                                                                     | Nominiert |
| Teen Choice Award                        | 2010 |                                     |                               | Choice TV Show: Action                                                                                        | Nominiert |
| TCA Award                                | 2002 |                                     |                               | Beste Leistung in Drama                                                                                       | Nominiert |
| TCA Award                                | 2002 |                                     | Kiefer Sutherland             | Einzelleistung in Drama                                                                                       | Nominiert |
| TCA Award                                | 2002 |                                     |                               | Neues Programm des Jahres                                                                                     | Gewonnen  |
| TCA Award                                | 2002 |                                     |                               | Programm des Jahres                                                                                           | Gewonnen  |
| TCA Award                                | 2003 |                                     |                               | Beste Leistung in Drama                                                                                       | Nominiert |
| TCA Award                                | 2003 |                                     |                               | Bestes Programm des Jahres                                                                                    | Nominiert |
| TCA Award                                | 2003 |                                     | Kiefer Sutherland             | Einzelleistung in Drama                                                                                       | Nominiert |
| TCA Award                                | 2004 |                                     |                               | Bestes Drama                                                                                                  | Nominiert |
| TCA Award                                | 2004 |                                     | Kiefer Sutherland             | Einzelleistung in Drama                                                                                       | Nominiert |
| TCA Award                                | 2005 |                                     |                               | Beste Leistung in Drama                                                                                       | Nominiert |
| TCA Award                                | 2005 |                                     | Kiefer Sutherland             | Einzelleistung in Drama                                                                                       | Nominiert |
| TCA Award                                | 2006 |                                     | Kiefer Sutherland             | Beste Einzelleistung in Drama                                                                                 | Nominiert |
| TCA Award                                | 2006 |                                     |                               | Beste Leistung in Drama                                                                                       | Nominiert |
| TCA Award                                | 2006 |                                     |                               | Programm des Jahres                                                                                           | Nominiert |
| TCA Award                                | 2009 | Redemption                          |                               | Beste Leistung in Spielfilmen, Miniserien und Specials                                                        | Nominiert |
| WGA Award                                | 2004 | Tag 2: 19:00 – 20:00 Uhr            | Evan Katz                     | Episodisches Drama                                                                                            | Gewonnen  |
| WGA Award                                | 2007 |                                     |                               | Dramatische Serie                                                                                             | Nominiert |

## Statistik
Die Tabelle gibt einen Überblick über die Anzahl der Nominierungen (N.) und der Prämierungen (P.) je Preis.
| Preis                                    | N.  | P. |
| ---------------------------------------- | --- | -- |
| Primetime Emmy Award                     | 76  | 20 |
| Golden Globe Award                       | 12  | 2  |
| AFI Award                                | 0   | 3  |
| ALMA Award                               | 4   | 0  |
| Artios Award                             | 7   | 0  |
| ASC Award                                | 1   | 0  |
| ASCAP Award                              | 2   | 2  |
| C.A.S. Award                             | 8   | 2  |
| Camera Operator of the Year Award        | 1   | 0  |
| Cinescape Genre Face of the Future Award | 3   | 0  |
| Critics’ Choice Television Award         | 2   | 0  |
| Directors Guild of America Award         | 3   | 1  |
| Eddie Award                              | 8   | 2  |
| Excellence in Production Design Award    | 4   | 0  |
| Golden Reel Award                        | 2   | 0  |
| Goldene Nymphe                           | 7   | 3  |
| NAACP Image Award                        | 8   | 0  |
| Producers Guild of America Award         | 5   | 1  |
| Satellite Award                          | 16  | 5  |
| Saturn Award                             | 3   | 0  |
| Screen Actors Guild Award                | 12  | 4  |
| TCA Award                                | 15  | 2  |
| Teen Choice Award                        | 13  | 0  |
| Writers Guild of America Award           | 2   | 1  |
| Mindestsumme                             | 214 | 48 |